# A Glória de Fazer Cinema em Portugal
A Glória de Fazer Cinema em Portugal (portugiesisch für: Die Ehre, in Portugal Kino zu machen) ist ein kurzer Dokumentarfilm des portugiesischen Regisseurs Manuel Mozos aus dem Jahr 2015.
Der Filmtitel ist ein Zitat aus dem Brief des Schriftstellers José Régios, aus dem im Film mehrfach zitiert wird.

## Handlung
Der Film berichtet von einem Brief José Régios vom 18. September 1929 an Alberto Serpa, in dem Régio ihm seine Absicht mitteilt, mit Freunden eine Filmproduktionsgesellschaft namens Ultra zu gründen, um in Portugal Qualitätsfilme zu drehen. Er bittet seinen Freund Serpa darin, ihm zum Anfang dazu leihweise die Filmkamera eines Bekannten in Porto zu besorgen, von dem er ihm erzählt habe. Eine Antwort auf den Brief scheint es nie gegeben zu haben.
Dann aber fand ein Einwohner von Régios Heimatstadt Vila do Conde unter seinen zahllosen Sammelstücken über die Stadt in den 2000er Jahren Filmdosen mit einigen Minuten Film, von denen sich herausgestellt hat, dass sie eine erstaunliche Geschichte haben. Anhand von Originalaufnahmen wird dem Zuschauer nun gezeigt, wie es tatsächlich doch zu Probeaufnahmen in Vila do Conde gekommen sei. So ist ein Kameramann namens Remi Caillaud am 30. August 1930 in Vila do Conde angekommen, der 1929 die Aufnahmen für den Dokumentarfilm A Cascata de Fisgas do Ermelo von F. Morais Abrão gemacht hat. Remi Caillaud wurde als Sohn französischer Eltern am 4. Mai 1887 im schweizerischen Meiringen geboren und ging später mit seinen Eltern nach Paris, wo er Assistent von René Clair wurde. Nach dem Ersten Weltkrieg wurde er Kameramann und filmte insbesondere in Italien Flugschauen. 1928 kam er nach Portugal, um auch hier eine Flugschau zu filmen, und arbeitete hier weiter. Nach seinem Aufenthalt in Portugal kehrte er in den 1930er Jahren nach Frankreich zurück, bis er vermutlich in der Schlacht bei Sedan (1940) fiel.
José Régio und Remi Caillaud trafen sich erstmals am 1. Dezember 1930 auf der Terrasse des Hotel Palace in Vila do Conde, mit dem gemeinsamen Freund Alberto Serpa. Aufzeichnungen deuten auf einen mehrwöchigen gemeinsamen Aufenthalt der Beteiligten in Vila do Conde, während dem sie auch den Film Fátima Milagrosa von Rino Lupo im lokalen Teatro Afonso Sanches vorführten. Es ist daher davon auszugehen, dass die 4 Minuten Film, die nun gefunden wurden, zu dieser Zeit entstanden.
Danach gab es keine Fortschritte des Projektes. Régios Aufzeichnungen ist nur zu entnehmen, dass ihm die Ideen des Franzosen nicht gefielen, ohne darauf einzugehen, ob es sich dabei um künstlerische, technische oder etwa gesellschaftlich-politische Ideen handelte. Nach 1930 ist keine Aufnahme Caillauds mehr bekannt, er taucht lediglich als Filmvorführer in Paris wieder auf. Die Lokalzeitung O Democrático aus Vila do Conde berichtete am 26. September 1930 von einem Zwischenfall, bei dem ein Franzose, nachdem er beim Kartenspiel einiges Bargeld, seine Uhr, Schweizer Schmuck und seine Filmausrüstung verlor, den Spielsaal vor Wut verwüstete und in Polizeigewahrsam genommen wurde, wo er erst gegen eine Strafzahlung wieder entlassen wurde.
Régio zeigte danach nie wieder Interesse an einem Filmengagement. Aufzeichnungen und ein zum Ende des Films gezeigtes Foto belegen, wie José Régio nach einer Vorführung des Films Harte Arbeit am Fluss Douro (Douro, Faina Fluvial) im Cinema Olímpia in Porto im Dezember 1931 dem Regisseur Manoel de Oliveira vorgestellt wurde. Der Sprecher deutet nun seine Vermutung an, dass Régio nach dem Film keine Notwendigkeit mehr sah, selbst für einen künstlerisch anspruchsvollen portugiesischen Film zu sorgen.
Der Regisseur führt als Off-Sprecher selbst durch den Film, der eine Vielzahl Belege vorzeigt, über Zeitungsartikel und Kinoplakate über Briefe und andere Dokumente bis zu den gefundenen Originalaufnahmen von 1930. Der Abspann weist dann aber darauf hin, dass im Film zwar eine Reihe Fakten genannt werden, die erzählte Geschichte jedoch insgesamt die Fiktion eines Kinofilms sei.

## Produktion und Rezeption
Der Film wurde 2010 von der Filmproduktionsgesellschaft Curtas Metragens C.R.L produziert, mit Unterstützung durch einen Regionalfonds der EU und durch die Stadtverwaltung von Vila do Conde.
Seine Premiere feierte der Film am 6. Juli 2015 beim 23. Kurzfilmfestival Curtas Vila do Conde, wo er einen Filmpreis erhielt. Er lief danach auf weiteren Filmfestivals, darunter das Doclisboa (2015), das Locarno Film Festival (2015, außerhalb des Wettbewerbs), das Festival de Cinema Luso-Brasileiro von Santa Maria da Feira (Auszeichnung als besten Kurzfilm), das Festival du Court-Métrage de Clermont-Ferrand (2016) und das International Film Festival Rotterdam (2016).
Er erschien 2018 bei Alambique in Portugal auf DVD, als Bonusmaterial zum Spielfilm Ramiro.